# ユーリ・ジ・ジェズス・メシーアス
ユリ・メシーアス（Yuri Messias）ことユーリ・ジ・ジェズス・メシーアス（ポルトガル語: Yuri de Jesus Messias、1991年9月11日 - ）は、ブラジルのサッカー選手。ポジションはFW。

## クラブ歴
ボアヴィスタFCの下部組織出身で、2011年にコパ・リオで選手初出場を記録した。2013年にマルタに渡り、主に同国内のクラブを渡り歩いた。
2022年7月16日に日本フットボールリーグのFC TIAMO枚方に完全移籍で加入した。同年8月19日に行われた奈良クラブ戦でフル出場し移籍後初出場初得点を記録した。